# 박혜린
박혜린(1985년~)은 대한민국의 발명가이자, 이노마드의 대표를 맡고 있는 기업인으로 알려져있다.

## 생애

### 유소년기
조선소에서 일하던 아버지와 어머니 사이의 삼남매 중 첫째로 태어났다. 이후 창업을 한 아버지를 따라 7세에 부산으로 이사를 하였다. 아버지가 사업을 시작한 후, 어머니가 공장을 도우셨기 때문에 삼남매가 집에 있는 일이 많아서,초등학생 때는 실험을 하다가 여러 사고를 내기도 하였다. 가족 회의에서 앞으로의 회사의 방향을 결정할 때, 삼남매도 참여시켜 의견을 묻고 길을 결정하는 것이 창업 후의 경영 활동에 큰 영향을 미쳤다. 아버지의 추천으로 여러 학문과 접목할 수 있는 경영학과에 진학했다.

### 청년기
부산대학교 경영학과에 입학한 후, 인생의 돌파구를 찾기 위해 2006년 4월 인도 여행을 떠났다. 여행의 고초를 겪으면서 타밀나두 주 내륙의 코다이커널 지역에 도착했을 때, 잠시 묵은 가정집의 아이에게 카메라를 잠시 빌려주었는데, 즐거워하는 아이에게 카메라를 선물로 주더라도, 전기가 없는 이 곳에서는 언젠가 쓸모없어 진다는 사실에 큰 충격을 받는다.
귀국 후, 전력 시스템과 에너지 접근성에 대해 공부하기 시작한다. 학사 졸업후, 캐나다 유학을 떠나 석사 과정을 공부하며 사업 아이템의 시장성과 지속 가능성이 고려되어야 함을 배우다. 2009년 해양조류발전 플랜트업체인 정맥산업개발에 입사하여 현장 경험을 쌓지만, 규모의 경제에 초점이 맞춰진 형태에 회의 의식을 느끼고 다른 길을 생각하였다.

#### 이노마드 창업
2013년 5월, 같은 회사 동료였던 노기환을 설득하여 함께 퇴사하고, 이노마드를 창업하였다. 9월 한국창의과학재단에서 주최하는 창업경진대회에서 대상을 수상했다. 대상수상업체에게 제공되는 사무실에서 개발에 몰두했다. 2014년 3월 재무적 투자자를 만나 사업 기반을 갖추었다. 같은 해 8월 서울시 하천관리과 담당자를 설득하여, 청계천에서 사람들을 상대로 소수력 발전을 시연하였다. 서울시의 홍보로 수십곳의 언론사가 찾아와 인지도를 올리게 되었다. 미국 스타트업 지원 대회의 대표가 미국의 캠핑 문화의 시장성을 소개하면서, 캠핑을 하는 사람들을 상대로 시장 조사를 진행하였다. 2016년 3월 텍사스에서 열린 컨벤션 행사에 참여하여 첫 모델인 '이스트림'을 시연하였을 때, 펀딩 플랫폼으로 킥스타터를 추천 받고 선주문을 받아 양산 자금을 마련하였다.

#### 미래교육위원 위촉
2019년 2월, 교육부는 박혜린 이노마드 대표를 교육부장관 자문기구인 미래교육위원회 위원으로 위촉하였다.